# بنیاد همتابه‌همتا
بنیاد همتابه‌همتا: بنیادی برای راهکارهای همتابه‌همتا سازمانی با هدف بررسی تاثیر تفکر و تکنولوژی همتابه‌همتا بر جامعه است. این سازمان هدف خود را بستری برای فعالیت افرادی که در ساخت فرایندهای همتابه‌همتا خصوصاً برای سیستم‌های اقتصادی-اجتماعی و فرهنگی-سیاسی مشارکت دارند عنوان کرده است.
ساتوشی ناکاموتو یکی از اولین مقاله‌های خود در مورد بیت‌کوین را بر روی تارنمای این بنیاد منتشر کرده است.